# Bellovics Imre
Bellovics Imre, Bellovits (Budafok, 1847. augusztus 26. – Budapest, 1921. március 25.) karnagy és zenetanár.

## Életútja
Unitárius család gyermeke, apja elemi iskolai főtanító volt. Már nyolcéves korában ügyesen zongorázott, sőt az orgonán rögtönzött is. Egy búcsú alkalmával Mosonyi Mihály hallotta játékát és figyelmeztette az apját, hogy érdemes volna a fiút zenei pályára nevelni. Esztergomban járta a gimnáziumot. V. osztályos korában iskolatársaival zenekart alakított; szenvedélye rábírta, hogy egy katona-karnagytól néhány fúvóshangszert megtanult és ezeket már egy év múlva a diákzenekarba is bevitte, amelyet 1864. május 1-én nyilvánosan vezényelt.  
Sikere megnyerte apja beleegyezését a zenészpályához. Illetékes magyar szakiskola híján Bellovics 1865-ben a Prágai Konzervatóriumba iratkozott be; itt Josef Krejčí igazgató alatt az orgonaiskolát, zongora és hangszerelés tanulása céljából Bedřich Smetana óráit látogatta. 1867-től Budapesten élt; keresett zeneoktató volt és a fővárosi polgári iskolák énektanára lett.  
1881 végén átvette a Budapesti Zenekedvelők Egylete igazgatását, felvirágoztatta az egyesületet, s már az első 5-6 év alatt, teljes sikerrel, annyi oratóriumot és hasonló zeneműveket adtak elő, amennyit a főváros azelőtt évtizedekig nem hallott (Bach, Händel, Haydn, Mozart, Beethoven, Mendelssohn, Schumann, Gouvy, Brahms, Dvorák stb. műveit). 1885-ben megalkotta az egyesület zene- és énekintézetét, melyben 23 tanártól lehetett tanulhatni az összes hangszereke. Maga Bellovics az éneket tanította; kész növendékei a berlini, lipcsei, boroszlói, düsseldorfi, budapesti stb. operaházak tagjai lettek. Szerzett zongoratanulmányokat (megjel. Rózsavölgyi cégnél), dalokat, szerkesztett iskolai énekgyűjteményeket.  
1906-ban megemlékeztek működése ötvenéves jubileumáról, tiszteletére koncertet adott a Budapesti Zenekedvelők Egylete. 1908 és 1911 között a Mátyásföldi Nyaralótulajdonosok Egyesületének elnöke volt. Miután nyugdíjba vonult, Mátyásföldre költözött. 

## Főbb művei
- Énektan. Polgári iskolák számára. I–IV. köt. Többekkel. (7. kiad. Bp., 1883)
- Énektan polgári iskolák és felsőbb leányiskolák számára. I–III. füz. (13. teljesen átd. kiad. Bp., 1895)
- Polyhymnia. Egy- és többszólamú énekek gyűjteménye. Többekkel. (Bp., 1900)